# Базельська сполучна залізниця
Базельська сполучна лінія (нім. Basler Verbindungsbahn) — залізнична лінія в швейцарському місті Базель, що сполучає станцію Базель-Бадішер на правому березі Рейну та станцію Базель SBB на лівому березі. 
Розташована на території Швейцарії.
Більшість німецьких маршрутів далекого прямування на Райнтальбану закінчуються на станції Базель SBB і курсують сполучною залізницею. 
Багато поїздів Regional-Express Deutsche Bahn (з Фрайбурга) і поїздів S-Bahn компанії SBB GmbH (з Целля) також курсують сполучною лінією до Базеля SBB.

## Історія
Будівництво та експлуатація залізниці дозволено статтею 4 міжнародної угоди від 15 жовтня 1869 року щодо будівництва та експлуатації Готтардбану. 
Будівництво сполучної лінії було дозволено федеральним урядом Швейцарії 14 березня 1870 року. 
3 листопада 1873 року лінію відкрито, включно з одноколійним мостом через Рейн. 
Згідно з угодою між тодішньою Швейцарською центральною залізницею та державними залізницями Великого Герцогства Баден, сполучна лінія побудована як спільна лінія обома компаніями. 
Проект фінансувався виключно Центральною залізницею, яка стала його власником, і тепер він належить Швейцарським федеральним залізницям (SBB). З моменту реформування залізниці залізничною інфраструктурою керує виключно SBB. 
На лінії працюють потяги SBB, Deutsche Bahn та багато інших компаній. 
Межа власності проходить на 3,537-кілометровій відмітці (у північній частині мосту через Рейн).

## Технології

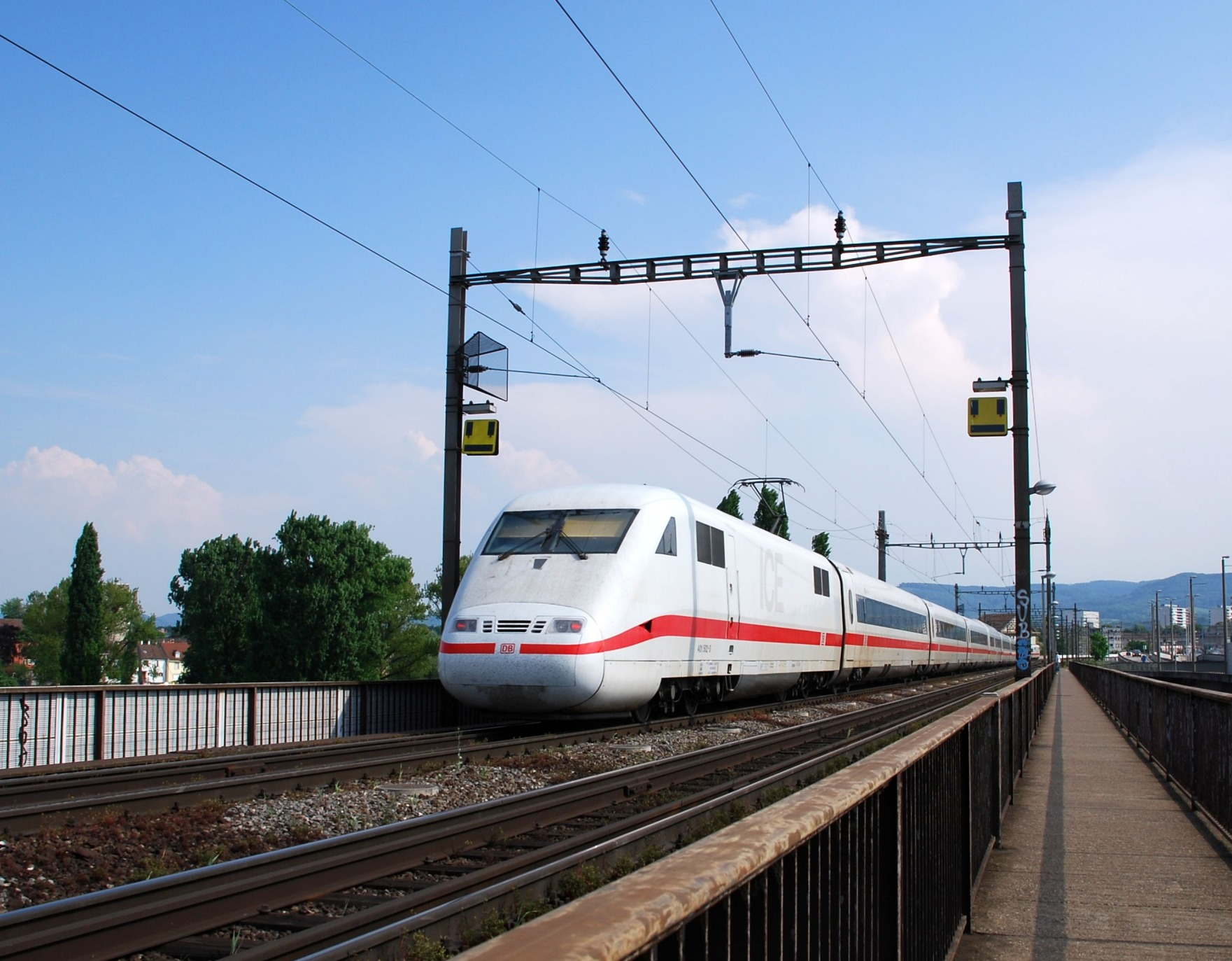
Точка поділу фаз на мосту Базельської сполучної залізниці

Базельська сполучна лінія, включно із залізничними станціями Базель-Бадішер, станцію Базель SBB і Базель-Муттенц-Сортувальний, обладнана для швейцарських локомотивів без спеціального технічного обладнання та може використовуватися службами з Німеччини. 
Лінія оснащена німецькою системою переривчастої сигналізації в кабіні (Punktförmige Zugbeeinflussung) і швейцарською системою захисту поїздів (Integra-Signum). Потяги курсують праворуч, на відміну від решти мережі SBB, щоб уникнути необхідності переходити на іншу сторону на станції Базель-Бадішер. 
Повітряна лінія може використовуватися поїздами як зі швейцарськими, так і з німецькими пантографами (максимальне бокове відхилення 200 мм). 
Межа між повітряними системами електрифікації знаходиться на межі власності.